# Kvärrestad
Kvärrestad är kyrkbyn i Kverrestads socken i Tomelilla kommun i Skåne. Orten ligger på Österlen öster om Tomelilla.
I byn ligger Kverrestads kyrka.